# Аясе Уеда
Аясе Уеда (на японски: 上田 綺世‎)  (роден на 28 август 1998 г.) в Мито, Япония) е японски футболист полузащитник, нападател, състезател на холандския Фейенорд и Националния отбор на Япония. Участник в Купата на Азия 2023 където бележи два гола (третия срещу Виетнам при победата с 4:2 и отново третия при победата в 1/8 финала над Бахрейн с 3:1.